# Azerbaidjan Occidental
La província de l'Azerbaidjan Occidental (persa: استان آذربایجان غربی, Ostān-e Āzarbāijān-e Gharbī; :àzeri: غربی آذربایجان اوستانی, "Qərbi Azərbaycan Ostanı"; kurd: پارێزگای ئازەربایجانی ڕۆژاوا) és una de les 31 províncies de l'Iran. Fa frontera amb Turquia, l'Iraq i la República Autònoma de Nakhtxivan. Forma part de la regió iraniana 3. Aquesta província ocupa 39,487 km², o 43,660 km² incloent-hi el llac Urmia. El 2012 tenia uns 3 milions d'habitants. La capital provincial és la ciutat d'Urmia.

Comtats d'Azerbaijan Occidental

## Geografia i clima
El clima de la regió està molt influït pels vents de l'oceà Atlàntic i del Mediterrani. A l'hivern hi ha fortes nevades.
La temperatura mitjana anual és de 9,4 °C a Piranshahr i d'11,6 °C a Mahabad. A la província la temperatura més alta és al juliol, amb 34 °C, i la temperatura més baixa és de –16 °C al gener. La pluviometria mitjana anual va dels 870 mm fins a només 300 mm a la ciutat de Maku.

## Ètnies
No hi ha estadístiques oficials sobre les ètnies. A aquesta província la majoria pertanyen a l'ètnia àzeri i kurda. També hi ha minories d'armenis, assiris i jueus.